# Чан Ван Тхать
Чан Ван Тхать (вьет. Trần Văn Thạch; 1903—1945) — деятель вьетнамского коммунистического и троцкистского движений. С 1926 г. активный участник вьетнамского студенческого движения во Франции. Учился в Тулузе. В метрополии сотрудничал с французской социалистической газетой «Ле Миди сосиалист» («Социалистический Юг»). В 1927 г. установил связи с коммунистами в Тулузе. В метрополии издавал влиятельную газету «Журналь де этюдьян аннамит». Участвовал в работе Антиимпериалистической лиги. Во Франции вступает во Французскую коммунистическую партию, а по возвращении, в Кохинхине, — в Коммунистическую партию Индокитая. В начале 1930-х гг. переходит на троцкистские позиции. В 1933 г. он стал одним из основателей группы «Ля Лютт», от которой впоследствии неоднократно избирался в Муниципальный совет Сайгона. В 1939 г. избран в Колониальный совет Кохинхины. Арестован французскими властями в сер. 1939 г. Отбывал тюремное заключение на о-ве Пуло Кондор. В 1945 г. являлся одним из основателей троцкистской Рабочей революционной партии. Расстрелян сторонниками Вьетминя.